# 王双庆
王双庆（1932年—2012年12月29日），原名王嘉庆，男，浙江余姚人，中国滑稽戏演員，上海滑稽剧团演员，以冷面滑稽著稱。

## 生平
原名王嘉庆，1932年生于上海，虚岁18岁时高中辍学，師從姚慕双、周柏春，曾与姚慕双、周柏春、袁一灵等合作演出。表演過《看电影》、《打电话》、《新七十二家房客》、《三毛流浪记续集》、《拉黄包车》《甜酸苦辣》、《屈打成医》、《大闹明伦堂》。自编自演独角戏《北国之春》、《请角色》，參與導演《笑着向昨天告别》，與凌梅芳合作《越帮越忙》，與童雙春合作創排滑稽戏《男保姆》、《满园春色关不住》，在电视情景剧《红茶坊》中也與王汝剛多次合作。
1993年，王双庆从上海滑稽剧团退休，與女儿王蓓搭档繼續表演。2009年出版書籍《私房积噱》。王双庆晚年在上海戏曲学校滑稽班任教。
2012年6月王双庆被确诊为恶性淋巴瘤住进医院，2012年七八月份還录制了七彩戏剧频道的专辑。2012年12月29日17时40分在徐汇区中心医院去世。